# Micreumenes snellingi
Micreumenes snellingi  (лат.) — вид одиночных ос (Eumeninae).

## Распространение
Африка: Кения (Mpala Research Centre, Laikipia Distr.; leg. et coll. R.R.Snelling, 3.10.1999 и 3.2.2000).

## Описание
Длина осы 8 мм. По некоторым признакам напоминает одиночных ос вида Micreumenes voiensis Gusenleitner, 2000 и Micreumenes perversus G.Soika, 1989. Взрослые самки охотятся на личинок насекомых для откладывания в них яиц и в которых в будущим появится личинка осы. Новый вид назван в честь мирмеколога Роя Снеллинга (Roy R. Snelling) из Музея Лос-Анджелеса, собравшего все экземпляры этого вида во время его экспедиции в Африку.